# Memecylon cumingii
Memecylon cumingii är en tvåhjärtbladig växtart som beskrevs av Charles Victor Naudin. Memecylon cumingii ingår i släktet Memecylon och familjen Melastomataceae. Inga underarter finns listade i Catalogue of Life.